# 拉乔雷拉 (巴拿馬)

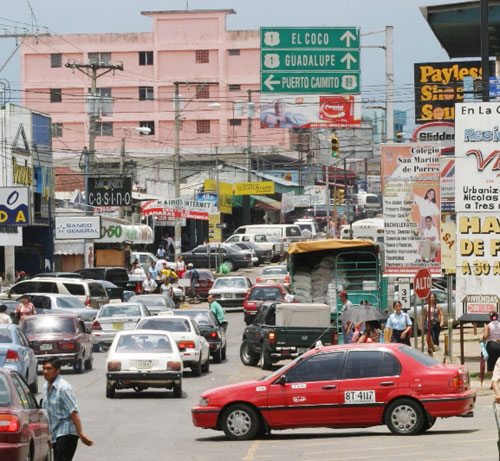
拉乔雷拉

拉乔雷拉是巴拿马中部的一个城市，位于巴拿馬城西南约30公里处，是西巴拿馬省的省會。拉乔雷拉是马里安诺·李维拉的家鄉。拉乔雷拉當地為熱帶氣候，5月至11月期间有大量降雨。巴拿馬大约2%的木材来自拉乔雷拉。拉乔雷拉距太平洋海岸约7公里，泛美公路途徑拉乔雷拉。